# Teucholabis (Teucholabis) aspilota
Teucholabis (Teucholabis) aspilota is een tweevleugelige uit de familie steltmuggen (Limoniidae). De soort komt voor in het Australaziatisch gebied.